# A magyar állam tulajdonában álló műemlékek listája Szabolcs-Szatmár-Bereg vármegyében
Az alábbi lista a Szabolcs-Szatmár-Bereg vármegyében található, magyar állam tulajdonában álló, országos műemléki védettségű ingatlanokat tartalmazza.
 Az alábbi műemléki lista a Magyar Nemzeti Vagyonkezelő Zrt. nyilvántartásának 2013. szeptemberi állapotán alapul, az oldal tartalma csupán tájékoztató jellegű! Az országos műemléki nyilvántartás közhiteles forrása a Lechner Lajos Tudásközpont.
|  | Bővebben: Cégénydányádi Kastélypark Természetvédelmi Terület |

|  | Bővebben: kisvárdai vár |

|  | Bővebben: Báthori-várkastély |

|  | Bővebben: Szabolcsi földvár |

|  | Bővebben: Andrássy-kastély (Tiszadob) |

|  | Bővebben: Lónyay-kastély (Tuzsér) |

|  | Bővebben: Túristvándi vízimalom |

|  | Bővebben: Vaja várkastélya |